# Сальвини-Плавен, Луитфрид фон
Луитфрид фон Сальвини-Плавен (нем. Luitfried von Salvini-Plawen; 1 июня 1939, Вена — 22 октября 2014, Вена) — австрийский зоолог.
Родился в аристократической семье из Южного Тироля. Окончил школу в Гармиш-Партенкирхене (1959), затем прошёл военную службу, после чего в 1962 году поступил в Боннский университет. Продолжил образование в Венском университете, где в 1966 году защитил под руководством Вильгельма Маринелли докторскую диссертацию «К анатомии и систематике аплакофор» (нем. Beiträge zur Anatomie und Systematik der Aplacophora). В 1972 году габилитировался там же с диссертацией «К морфологии и филогении моллюсков: взаимоотношения ямкохвостых и бороздчатобрюхих» (нем. Zur Morphologie und Phylogenie der Mollusken: Die Beziehungen der Caudofoveata und der Solenogastres als Aculifera, als Mollusca und als Spiralia).
С 1969 года работал в Институте зоологии Венского университета, в 1980—1984 гг. заместитель директора, в 2000—2004 гг. директор. В 1974 году приглашённый профессор Музея сравнительной зоологии Гарвардского университета. С 1977 года преподавал в Венском университете, с 1986 года заведовал кафедрой специальной зоологии и истории эволюции. В 2004 году вышел в отставку с административных должностей, но продолжал преподавать до конца жизни. В 1998—2001 гг. президент, в 2001—2004 гг. вице-президент всемирного общества малакологов Unitas Malacologia.
Основные научные работы Сальвини-Плавена связаны с систематикой моллюсков, прежде всего аплакофор. Им впервые описано множество видов, в том числе до половины известных видов бороздчатобрюхих. Ряд работ Сальвини-Плавена посвящён другим морским животным — в частности, стрекающим. Помимо этого, Сальвини-Плавен был крупным историком зоологии: ему принадлежит ряд биографических статей об австрийских зоологах и обзорная работа «150 лет зоологии в Венском университете» (нем. 150 Jahre Zoologie an der Universität Wien; 1999). Отдельным изданием вышел указатель Сальвини-Плавена «Практическая малакология» (нем. Praktische Malakologie, Beiträge zur vergleichend-anatomischen Bearbeitung von Mollusken; 2001, с иллюстрациями Марии Миццаро).
Уже в зрелые годы Сальвини-Плавен отдельно изучал историю, получив в 1995 году степень магистра. Опубликовал книгу «Из истории Мунтаплайра/Дёрфля» (нем. Zur Geschichte von Muntaplayr/Dörfl; 1999), на основании средневековых документов реконструирующую несколько веков истории южнотирольской деревни (ныне в составе коммуны Курон-Веноста), и ряд статей, в том числе «Об исторической основе легенды о Рыцаре лебедя» (нем. Zur Historizität des „Schwanritters; 1990, в журнале Archiv für Kulturgeschichte). Помимо этого, получил также профессиональную подготовку как оперный певец.
С 2004 года и до конца жизни вице-президент Австрийского общества истории науки.
В честь Сальвини-Плавена назван вид Chaetoderma luitfredi, описанный в 1987 г. Д. Л. Ивановым, и род бороздчатобрюхих Plawenia.